# فهرست گروه‌های قومی در قاره آفریقا
فهرست گروه‌های قومی در قاره آفریقا (انگلیسی: List of ethnic groups of Africa) فهرستی شامل حدود هزار گروه قومی در قاره آفریقا است که هر کدام زبان و فرهنگ مخصوص به خود را دارند.